# Jake Stewart (homme politique)
Pour les articles homonymes, voir Jake Stewart et Stewart.
 (janvier 2025).
Jake Stewart est un homme politique canadien. Il est député à la Chambre des Communes de 2021 à 2025. Auparavant, il représente la circonscription de Miramichi-Sud-Ouest et à l'Assemblée législative du Nouveau-Brunswick de 2010 à 2021.

## Biographie
Né à le 10 mars 1978 à Newcastle et il réside à Blackville, Stewart a fait ses études secondaires au Blackville High School, avant de compléter en 2003 des études en sociologie, en sciences religieuses et en histoire  à l'Université Saint Thomas de Fredericton. Il a aussi étudié en Europe, travaillé en Asie, et vécu aux États-Unis. Il a obtenu son diplôme d'enseignement à l'Université du Maine à Presque Isle en 2009.
Conseiller municipal connu pour son franc parler, il a fait profiter des organismes communautaires de la région de ses talents musicaux. Il est également un pêcheur à la ligne et un guide de pêche sur la rivière Miramichi. Stewart et sa conjointe Shannon sont les parents de trois enfants